# Pau Claris
Pau Claris Casademunt o Pablo Claris  (Barcelona, 1 de enero de 1586-27 de febrero de 1641) fue un político y eclesiástico español, canónigo de la Seo de Urgel y diputado eclesiástico de la Diputación del General de Cataluña. En los inicios de la sublevación de Cataluña tuvo un papel destacado para poner a Cataluña bajo la soberanía del rey Luis XIII de Francia.

## Orígenes
Pau Claris provenía de una familia de juristas originaria de Berga y se doctoró en Derecho canónico y civil. Nombrado canónigo de la Seo de Urgel en 1612, [cita requerida] Claris inició su vida pública como defensor de las prebendas eclesiásticas.

## Diputado eclesiástico de la Diputación del General de Cataluña

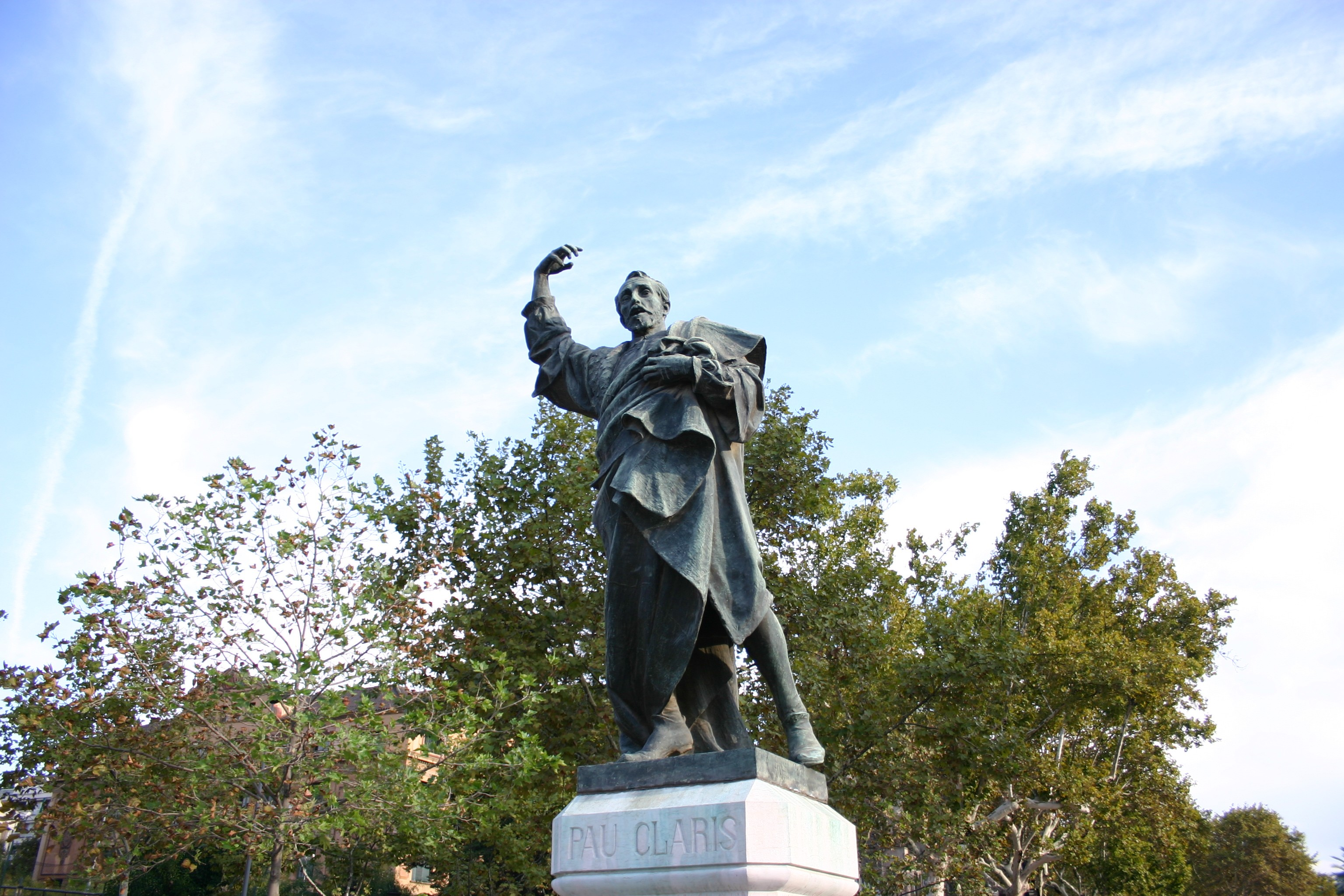
Estatua de Pau Claris por Rafael Atché (Barcelona).

En julio de 1638, ante el empeoramiento de la situación política en Cataluña por los conflictos de la población local a propósito del alojamiento y manutención de las tropas en Cataluña para afrontar la guerra contra Francia, fue elegido diputado del brazo eclesiástico de la Diputación del General de Cataluña para el trienio 1638-1641, junto con Francesc de Tamarit por el brazo militar y Josep Quintana por el brazo real. Claris consiguió el acuerdo de actuación con el Consejo de Ciento de la ciudad de Barcelona, se enfrentó pronto contra las autoridades reales a consecuencia del saqueo de Palafrugell en julio de 1638 por parte de los Tercios y de las acusaciones cruzadas de contrabando hechas entre la monarquía española y la Generalidad.
La crisis se intensificó en la primavera del 1639 con la invasión francesa del condado del Rosellón y la toma de Salses, que fue recobrada en enero de 1640. Desde entonces, la Generalidad se enfrentó contra la administración virreinal. El 18 de marzo fue encarcelado el diputado del brazo militar Francesc de Tamarit. En mayo se produjo una revuelta campesina contra los tercios. La gravedad de los incidentes posteriores —muerte de Joan Miquel Mont-rodon en Santa Coloma de Farners, incendio de las iglesias de Riudarenas y la de Montiró y la entrada en Barcelona de unos doscientos campesinos (22 de mayo de 1640) para liberar al diputado Francesc de Tamarit- culminó con el "Corpus de Sangre" (7 de junio de 1640), cuando la entrada en Barcelona de unos 400 o 500 segadores amotinados provocó la muerte del virrey Conde de Santa Coloma. 
La situación cogió por sorpresa a Olivares, ya que la mayoría de sus ejércitos estaban localizados en otros frentes en Europa y no podían acudir a Cataluña. Pese a que Olivares optó por la prudencia a toda costa y trató de echar marcha atrás el 27 de mayo de 1640, la situación se le escapaba de las manos. El odio a los Tercios y a los funcionarios reales pasó a generalizarse contra todos los hacendados y nobles situados cerca de la administración. Ni siquiera la Generalidad controlaba ya a los rebeldes, que lograron apoderarse del puerto de Tortosa. Estos hechos desencadenarán la ruptura definitiva entre la Generalidad y el gobierno del Conde-duque de Olivares.

### Sublevación de Cataluña
La inminente respuesta del Conde-duque de Olivares enviando al marqués de los Vélez, decidió a Pau Clarís a buscar ayuda militar en Francia: las conversaciones emprendidas por su sobrino Francesc Vilaplana, Francesc Tamarit y Ramón de Guimerá se ratificaron con el pacto de Ceret el 24 de septiembre de 1640, con los representantes franceses Du Plessis Besançon y M. de Spenan.
En octubre de 1640 se permitió a los navíos franceses usar los puertos catalanes y Cataluña accedió a pagar un ejército francés inicial de tres mil hombres que Francia enviaría al condado. En noviembre, un ejército de unos veinte mil soldados recuperó Tortosa para Felipe IV en su camino hacia Barcelona; dicho ejército provocó entre los prisioneros unos abusos que determinaron a los catalanes a oponer una mayor resistencia. Cuando el ejército del marqués de los Vélez se acercaba a Barcelona, estalló una revuelta popular el 24 de diciembre, con una intensidad superior a la del Corpus, por lo que Claris tuvo que decidirse por una salida sin retorno, que tampoco era la deseable: pactar la alianza con Francia en contra de Felipe IV. 
El 16 de enero de 1641, la Junta de Brazos (las Cortes sin el rey) aceptaron la propuesta de Claris de poner a Cataluña bajo la protección del rey de Francia en un gobierno republicano, y el Consejo de Ciento lo hizo al día siguiente. Pero para esta situación, la República Catalana fue una solución transitoria para forzar un acuerdo con el gobierno de Madrid ante la amenaza de la intervención francesa. Sin embargo, el enviado plenipotenciario del rey de Francia, Du Plessis Besançon, logró influir en las autoridades catalanas en el sentido de que la implicación e intervención francesa solo podía realizarse si era reconocido como soberano. Así pues, el 23 de enero Pau Claris transmitió esta proposición a la Junta de Brazos, que fue aceptada. El Consejo de Ciento lo hizo al día siguiente, y el rey de Francia Luis XIII pasó a ser el nuevo conde de Barcelona. Tanto la Junta de Brazos como el Consejo de Ciento acordaron establecer una Junta de Guerra que no fuera responsable ante ambos organismos y presidida por el conseller en cap Joan Pere Fontanella. Días después, el 26 de enero, un ejército franco-catalán derrotó al ejército español en la batalla de Montjuic, un fracasado intento de asalto al castillo con pocas pérdidas para ambos contendientes, el 26 de enero de 1641.
Pau Clarís murió un mes después de la victoria. Su repentina muerte probablemente se debió a causas naturales, su salud era mala. Las crónicas de la época la atribuyeron a una uremia, pero en círculos franceses se dijo que habría sido un crimen político por envenenamiento. Dichos rumores son considerados generalmente como falsos. Francesc Fontanella, Consejero Jefe (Conseller en Cap) hasta poco tiempo antes de la batalla de Montjuïc y gran amigo de Pau Clarís, le dedicó un caluroso homenaje. Cataluña, mientras tanto, se convertía en uno más de los frentes de la Guerra de los Treinta Años que enfrentaba, en toda Europa, a los Habsburgo españoles y austriacos a sucesivas coaliciones en las que participaba Francia. Con el "Tratado de los Pirineos" firmado el 7 de noviembre de 1659, se puso fin a la guerra franco-española que se había iniciado en 1635. Francia ganó el Rosellón (incluido Perpiñán) y la mitad norte de la Cerdaña que quedó separada de Cataluña.
| Predecesor: Miquel d'Alentorn i de Salbà | Diputado Eclesiástico de la Diputación del General del Principado de Cataluña 1638–1641 | Sucesor: Josep Soler |